# August Schleicher
August Schleicher (n. 19 februarie 1821, Meiningen, Turingia, Germania – d. 6 decembrie 1868, Jena, Saxa-Weimar-Eisenach, Confederația Germană de Nord) a fost un lingvist german care a studiat cu precădere limba protoindo-europeană și a elaborat teorii privind lingvistica istorică. În lucrarea sa, A Compendium of the Comparative Grammar of the Indo-European Languages (în română Compendiu de gramatică comparativă a limbilor indo-europene), a încercat să reconstruiască limba protoindo-europeană. Pentru a arăta cum ar fi putut arăta limba indo-europeană, el a creat o scurtă poveste, Fabula lui Schleicher, pentru a exemplifica vocabularul reconstituit și aspectele societății indo-europene deduse din acesta.
Este considerat fondatorul teoriei arborelui genealogic în lingvistica comparativă și, împreună cu Franz Bopp, un pionier al studiilor indo-europene.

## Viață și carieră

### Copilărie
August Schleicher s-a născut la Meiningen ca fiu al medicului Johann Gottlieb Schleicher (1793-1864). Ca student la Jena, în vara anului 1815, tatăl său a fost implicat în fondarea Urburschenschaft, care la acea vreme milita în favoarea reformelor democratice și împotriva micilor state feudale din Germania. În 1821, familia s-a mutat din Meiningen la Sonneberg, unde tatăl său a lucrat ca ofițer de sănătate publică în Meininger Oberland.

### Carieră
Schleicher a studiat la Universitatea din Tübingen și la Bonn, iar ulterior a predat la Universitatea Carolină din Praga și la Universitatea din Jena. Și-a început cariera studiind teologia și limbile orientale, în special arabă, ebraică, sanscrită și persană. Combinând influențe din tabere aparent opuse – materialismul științific și filosofia idealistă a lui Georg Wilhelm Friedrich Hegel – el a dezvoltat teoria conform căreia limba este un organism, cu perioade de dezvoltare, maturitate și declin. Limbile încep relativ simplu. Starea de simplitate primitivă este urmată de o perioadă de creștere și complexitate sporită, care încetinește în cele din urmă și duce la o etapă de degradare (1874:4):
„Așa cum omul s-a dezvoltat, la fel s-a dezvoltat și limba lui [...] chiar și cea mai simplă limbă este produsul unei creșteri graduale: toate formele superioare de limbaj au apărut din unele mai simple. [...] Limba decade atât din punct de vedere fonetic, cât și morfologic. [...] Tranziția de la prima la a doua perioadă este una de progres mai lent.”
În 1850, Schleicher a finalizat o monografie care descria sistematic limbile europene, intitulată Die Sprachen Europas in systematischer Uebersicht („Limbile Europei dintr-o perspectivă sistematică”). El a reprezentat în mod explicit limbile ca organisme naturale, ce pot fi cel mai convenabil descrise folosind termeni împrumutați din biologie – gen (genus), specie (species) și varietate – și a organizat limbile într-un Stammbaum (arbore genealogic lingvistic). A introdus pentru prima dată o reprezentare grafică a unui astfel de arbore evolutiv într-un articol publicat în 1853, intitulat Die ersten Spaltungen des indogermanischen Urvolkes („Primele scindări ale proto-poporului indo-european”). Până la publicarea lucrării Deutsche Sprache („Limba germană”) în 1860, începuse deja să utilizeze diagrame arbore pentru a ilustra evoluția limbilor. Schleicher este considerat primul lingvist care a reprezentat evoluția limbajului sub forma unui „arbore”. În mare parte ca reacție la acest model, Johannes Schmidt a propus ulterior teoria undelor (Wellentheorie) ca model alternativ.
Schleicher este autorul primului compendiu științific al limbii lituaniene, publicat în limba germană în 1856/57. El susținea că limba lituaniană poate concura cu limbile greacă și latina veche în privința perfecțiunii formelor gramaticale.
Schleicher a fost un susținător al poligenezei limbilor. El a argumentat astfel (1876:2):
„
Este imposibil să presupunem existența unei limbi universale originare; au existat mai degrabă mai multe limbi originare: acesta este un rezultat cert obținut prin tratarea comparativă a limbilor lumii care au supraviețuit până astăzi. Deoarece limbile dispar constant, în timp ce aproape niciuna nouă nu apare, trebuie să fi existat inițial mult mai multe limbi decât în prezent. Numărul limbilor originare a fost, așadar, cu siguranță mult mai mare decât s-a presupus pe baza celor încă existente.”
Ideile lui Schleicher despre poligeneză au avut o influență de durată, atât direct, cât și prin adoptarea lor de către biologul Ernst Haeckel. Ernst Haeckel a fost un evoluționist și zoolog german cunoscut pentru formularea ipotezei gastraeei.
În 1866, August Leskien, un pionier în cercetarea legilor fonetice, a început să studieze lingvistica comparativă ca student al lui August Schleicher la Universitatea din Jena.

## Lucrări
- Sprachvergleichende Untersuchungen. / Zur vergleichenden Sprachgeschichte. (2 volume) Bonn, H. B. Koenig (1848)
- Linguistische Untersuchungen. Part 2: Die Sprachen Europas in systematischer Uebersicht. Bonn, H. B. Koenig (1850); ed. nouă de Konrad Koerner, Amsterdam, John Benjamins (1982)
- Formenlehre der kirchenslawischen Sprache. (1852)
- Die ersten Spaltungen des indogermanischen Urvolkes. Allgemeine Zeitung fuer Wissenschaft und Literatur (August 1853)
- Handbuch der litauischen Sprache. (primul compendiu științific al limbii lituaniene) (2 volume) Weimar, H. Boehlau (1856/57)
- Litauische Maerchen, Sprichworte, Raetsel und Lieder. Weimar, H. Boehlau (1857)
- Volkstuemliches aus Sonneberg im Meininger Oberlande – Lautlehre der Sonneberger Mundart. Weimar, H. Boehlau (1858)
- Kurzer Abriss der Geschichte der italienischen Sprachen. Rheinisches Museum fuer Philologie 14.329-46. (1859)
- Die Deutsche Sprache. Stuttgart, J. G. Cotta (1860); ediție nouă de Johannes Schmidt, Stuttgart, J. G. Cotta (1888)
- Compendium der vergleichenden Grammatik der indogermanischen Sprachen. (Kurzer Abriss der indogermanischen Ursprache, des Altindischen, Altiranischen, Altgriechischen, Altitalischen, Altkeltischen, Altslawischen, Litauischen und Altdeutschen.) (2 vols.) Weimar, H. Boehlau (1861/62); reprinted by Minerva GmbH, Wissenschaftlicher Verlag, ISBN: 3-8102-1071-4
- Die Darwinsche Theorie und die Sprachwissenschaft – offenes Sendschreiben an Herrn Dr. Ernst Haeckel (ed. 1st). Weimar: H. Boehlau. 1863 – via Internet Archive.
- Die Bedeutung der Sprache für die Naturgeschichte des Menschen. Weimar, H. Boehlau (1865)
- Christian Donalitius Litauische Dichtungen (Poezia lituaniană a lui Christian Donelaitis), publicată de Academia Rusă de Științe în St. Petersburg (1865)
- Darwinism Tested by the Science of Language. Tradus de Bikkers, Alexander V.W. London: John Camden Hotten. 1869 – via Internet Archive.
- A Compendium of the Comparative Grammar of the Indo-European, Sanskrit, Greek, and Latin Languages, tradus din a treia ediție germană de Herbert Bendall. Londra: Trübner and Co (1874)
- Laut- und Formenlehre der polabischen Sprache. retipărită de Saendig Reprint Verlag H. R. Wohlwend, ISBN: 3-253-01908-X
- Sprachvergleichende Untersuchungen. retipărită de Minerva GmbH, Wissenschaftlicher Verlag, ISBN: 3-8102-1072-2
- Die Formenlehre der kirchenslavischen Sprache erklaerend und vergleichend dargestellt. retipărită de H. Buske Verlag, Hamburg (1998), ISBN: 3-87118-540-X